# JEMAKO
Anmerkung: Relevanz als frühes und gewachsenes Unternehmen in der Entwicklung der deutschen Direktvertriebsbranche. Letzte Auszeichnungen belegen einen gewissen Innovationscharakter des Unternehmens. Sollte der Löschung zugestimmt werden, werden keine weiteren Artikelanlagen vorgenommen.
Äh - schon mal von Conrad oder Neckermann gehört? Die hatten auch Eigenmarken um Versandbetrieb. --CC 12:44, 15. Aug. 2025 (CEST)
Die JEMAKO Produktionsgesellschaft mbH ist ein deutsches Unternehmen mit Sitz in Rhede (Nordrhein-Westfalen), das Reinigungs- und Pflegeprodukte entwickelt, produziert und im Direktvertrieb vermarktet. Bekannt ist das Unternehmen insbesondere für Mikrofasertextilien, die über ein Netzwerk selbständiger Vertriebspartnerinnen und -partner vorwiegend an Privathaushalte verkauft werden.

## Geschichte
Die Ursprünge des Unternehmens gehen auf die Gründung der Firma WIKO im Jahr 1986 durch Gregor Kohlruss und Hubert Wiesner zurück. Aus dieser ging später die JEMAKO Produktionsgesellschaft mbH hervor, die im Mai 1999 gegründet wurde. Im selben Jahr begann der Direktvertrieb in Deutschland, Österreich und der Schweiz. In den Folgejahren wurde das Vertriebsgebiet auf die Niederlande, Frankreich, Italien, Belgien und Luxemburg ausgeweitet.
2001 bezog das Unternehmen seinen heutigen Sitz in Rhede mit einer Fläche von 15.000 m². 2011 wurde ein Schulungszentrum für Vertriebspartner eröffnet und die Produktions- sowie Lagerflächen erweitert. Seit Herbst 2020 wird JEMAKO operativ von Aida Rizvo geleitet. Die Gründer sind weiterhin als Gesellschafter in beratender Funktion tätig.

## Produkte
Das Sortiment umfasst Reinigungs- und Pflegeprodukte für Haushalt, Gewerbe, Fahrzeuge und Körperpflege. Dazu zählen unter anderem:
- Mikrofasertextilien (z. B. Reinigungsfasern, Trockentücher)
- Reinigungsmittel (z. B. Alltagsreiniger, Spezialprodukte, Konzentrate)
- Reinigungs- und Haushaltszubehör (z. B. Bodenwischer, Spülhilfen, Fußmatten)
- Produkte zur Autopflege

Das Unternehmen hebt die Langlebigkeit und Reinigungsleistung seiner Produkte hervor. Angaben zur Umweltverträglichkeit werden ebenfalls gemacht, sind jedoch nicht unabhängig verifiziert.

## Vertrieb
JEMAKO vertreibt seine Produkte ausschließlich im Direktvertrieb über rund 4.000 selbständige Vertriebspartnerinnen und -partner in Europa. Ein zentrales Element des Vertriebskonzepts sind sogenannte „Putzpartys“, bei denen Produkte im privaten Rahmen vorgestellt und verkauft werden.
Das Unternehmen ist Mitglied im Bundesverband Direktvertrieb Deutschland e. V. (BDD), dessen Mitglieder sich zur Einhaltung ethischer Standards und Transparenz verpflichten.

## Unternehmensstruktur
Am Standort Rhede sind etwa 300 Mitarbeitende beschäftigt. Dort befinden sich die Produktionsanlagen für Textilien und die Abfüllung der Reinigungsmittel. Die Tochtergesellschaft pile fabrics produziert in Nettetal die Web- und Wirkware für die Textilproduktion. JEMAKO betreibt eine eigene Forschungs- und Entwicklungsabteilung.

## Engagement
Seit 2018 kooperiert JEMAKO mit der Hilfsorganisation World Vision. Im Rahmen dieser Zusammenarbeit wurden unter anderem Kinderpatenschaften durch Mitarbeitende übernommen.
Zudem unterstützt das Unternehmen das Internationale Leichtathletik-Meeting in Rhede, das vom LAZ Rhede organisiert wird und internationale Teilnehmende anzieht.

## Auszeichnungen
JEMAKO erhielt mehrere Auszeichnungen, darunter:
- Red Dot Award für das Designkonzept des JEMAKO ShowerStick (2024)[8]
- German Innovation Award für eine neuartige Fußmatte (2025)
- Auszeichnung durch das FAZ-Institut im Bereich Putz-, Pflege- und Waschmittel (2024)[9]